# Аланд (остров)

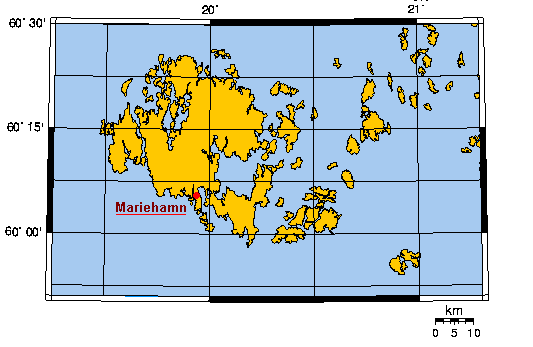
Аландские острова, Финляндия

Аланд (фин. Ahvenanmanner, швед. Fasta Åland) — крупнейший и самый густонаселённый остров архипелага Аландские острова, принадлежащего Финляндии и находящегося в Балтийском море. На острове располагается столица автономного региона Аландские острова Мариехамн, в которой проживает около 90 % населения Аланда (11 186 человек по данным на 2011 год). Площадь Аланда составляет 685 км². Является третьим по площади островом в Финляндии и пятьдесят вторым во всей Европе. Протяженность Аланда с севера на юг составляет примерно 50 км, с востока на запад — 45 км. Высшая точка — холм Оррдальсклинт (129 м).
Внутри острова расположен залив Лумпарн, площадью примерно 80 км².